# Ixtutz

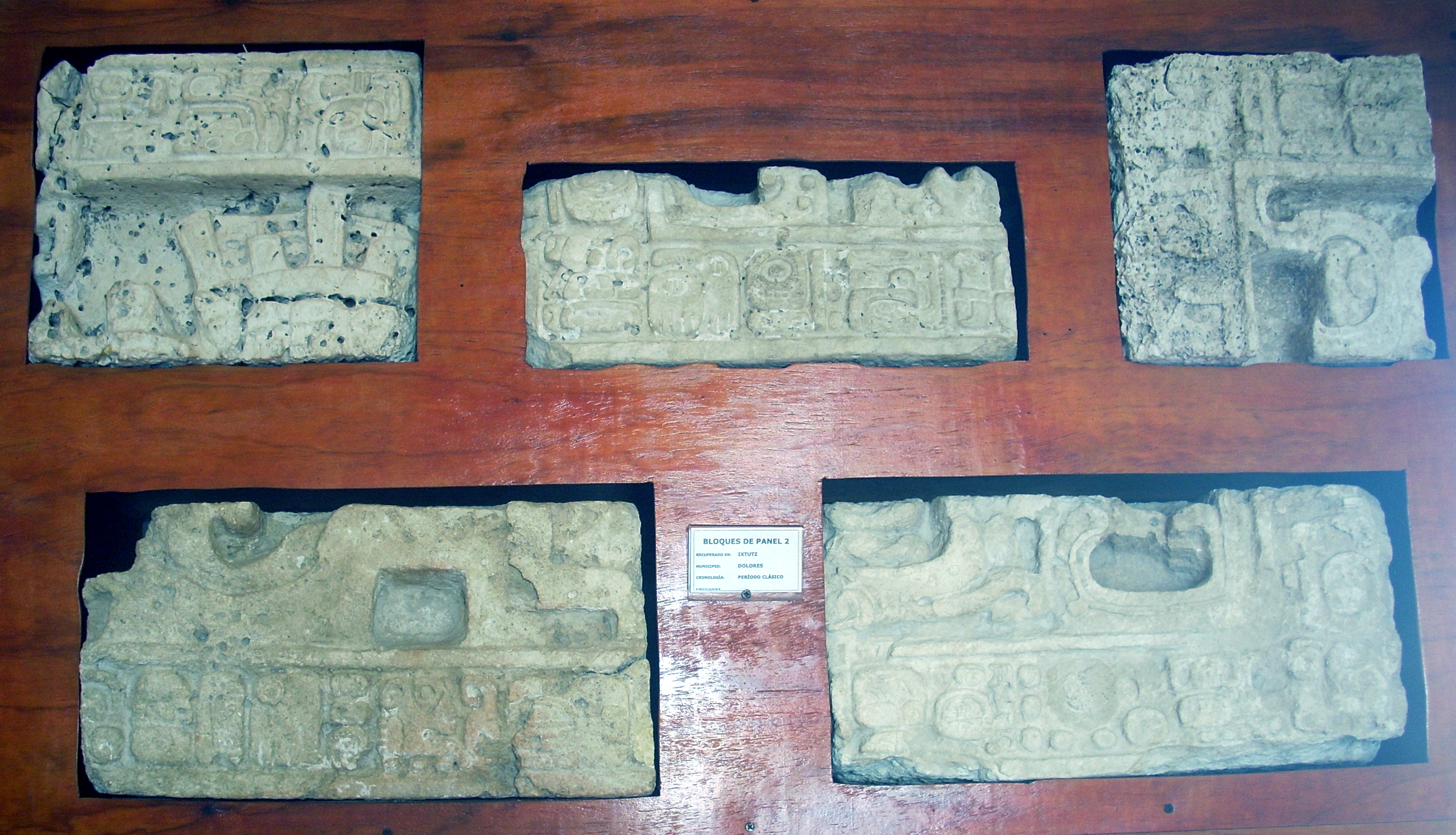
Componentes del Tablero 2, en Ixtutz

Ixtutz fue una importante ciudad maya  precolombina durante el periodo clásico, localizada al sur de Ixkún en el sureste de la región del Petén, en Guatemala. Ixtutz está situada en el valle del Río Poxté en la parte oeste de las Montañas Maya.El sitio fue habitado durante el periodo preclásico hasta el final del periodo clásico terminal y llegó a dominar la porción oeste del valle de Dolores.
Durante el periodo clásico tardío, Ixtutz fue uno de los más importantes centros regionales, en competencia con otros sitios cercanos y manteniendo relaciones políticas con varias ciudades del suroeste del Petén como Dos Pilas y Machaquilá.

## Localización
Ixtutz está localizado en el municipio de Dolores, 8 km al suroeste del pueblo homónimo en el departamento del Petén al norte de Guatemala. El sitio se encuentra a una altitud de 400 msnmm en el Valle del Río Poxté en una zona de colinas. El río fluye hacia el oeste del sitio.
Hay un área de aproximadamente 1 km² que está protegida por el Instituto de Antropología e Historia de Guatemala. Esta superficie se encuentra cubierta de selva aunque el área que la rodea ha sido limpiada y transformada para la agricultura.
Existen otros sitios arqueológicos mayas en la cercanía de Ixtutz: Ixtontón a 8,7 km; Ixkún a 12 km; Ixcol a 8,2 km; Moquená a 8,8 km; El Tzic a 9,4 km; Sukché a 5,7 km; Ixcoxol a 4,7 km; Nocsós a 5,8 km; Curucuitz a 2,9 km; Mopán 2 a 10 km; Tesik a 2,9 km; Ixec a 4 km e Ixac a 7 km, todo lo cual da una idea de la densidad demográfica que alcanzaron los mayas en la región, durante su apogeo en el periodo clásico.

## Historia
Ixtutx fue inicialmente ocupada en el preclásico tardió y tal ocupación perduró a lo largo del periodo clásico. La ciudad parece haber cobrado importancia aún antes de que se iniciara la construcción de monumentos esculpidos en el periodo clásico tardío.
Durante este último periodo Ixtutz fue una de las cinco ciudades más importantes en el noroeste de las montañas mayas, junto con Sacul, Ixtontón, Ixkún y Curucuitz. Alrededor del año 760 a. C., la organización política de la región parece haber cambiado significativamente y fue entonces cuando Ixtutz y su vecina Sacul empezaron a erigir monumentos esculpidos con textos en jeroglíficos y a usar cada una su propio glifo emblema.
En el siglo VIII d. C., Ixtutz estaba subordinada a una de las ciudades del Petexbatún. Uno de los textos en la Estela # 4 menciona que uno de los señores de Ixtutz había venido de la ciudad de Motul de San José y que el lugar pertenecía al señorío del Seibal-La Amelia o de Aguateca, aunque, en la época, había varios señoríos en la región que reclamaban el título de Motul que había sido de la jurisdicción caída de Dos Pilas.
Hay una estela datada en el año 780 d. C. que registra una ceremonia realizada por el Batab de Ixtutz, Aj Yaxjal B’aak, y a la que había asistido su superior de Petexbatún, al parecer de nombre Tan Te' K'inich de Aguateca, y 28 otros señores tanto del valle de Dolores como de más allá. Ixtutz experimentó una declinación en su actividad durante el periodo clásico terminal, y después del año 825 d. C. todos los sitios de la región dejaron de construir monumentos, aunque la ocupación de las ciudades se mantuvo. Ixtutz y otros centros en la región de Dolores fueron finalmente abandonados al término del periodo clásico.

### Historia moderna
El yacimiento fue encontrado en 1852 por el coronel Modesto Méndez, gobernador del Petén y por Eusebio Lara, antes de que no se volviera a saber de él por más de un siglo. El arqueólogo Merle Greene Robertson volvió a vistir el lugar hasta 1970–1971. Entonces, fueron registrados sus monumentos y se publicó un mapa del sitio. Eric Von Euw and Ian Graham visitaron Ixtutz en 1972, y publicaron otro mapa así como ilustraciones de las estelas 1–4 que se encontraron, junto con los fragmentos del tablero # 1. En 1985, un grupo de arqueólogos del proyecto Tikal visitaron el yacimiento y llevaron a cabo un número limitado de excavaciones de prueba. También, en esta ocasión fueron trasladados algunas piezas al pueblo de Dolores para su protección. El Atlas Arqueológico de Guatemala ha conducido algunas excavaciones en el sitio desde 1987, incluyendo la excavación de 4 estructuras que se encuentran en la Plaza Principal.
El yacimiento ha sufrido daños menores de los saqueadores.

## Descripción del sitio

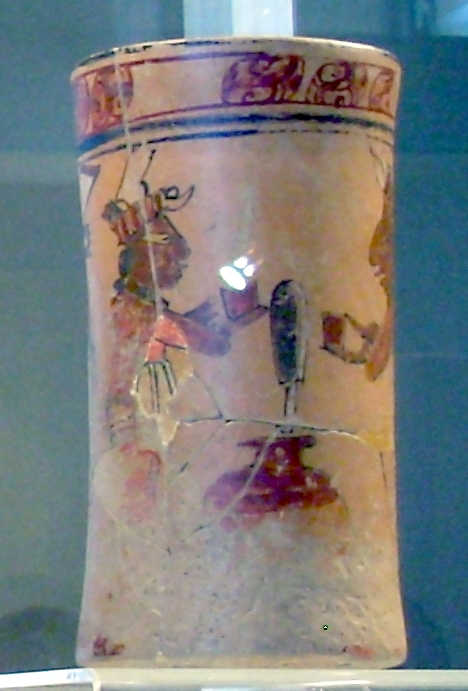
Foto de figura arqueológica maya

Ixtutz cuenta con varias plazas y pirámides, dos acrópolis con palacios abovedados. Los monumentos del sitio incluyen 12 estelas y 4 altares.
El sitio tiene 9 grupos arquitectónicos; en la periferia hay también 30 grupos con 122 estructuras mapeadas. Los grupos del núcleo incluyen un grupo ceremonial y tres complejos que podrían haber sido residencias de las élites. Hay una porción de terreno dentro del conjunto ceremonial que pudo haberse dedicado al cultivo de algún producto de alto valor (posiblemente cacao), aunque esto no ha sido confirmado.
Aunque el sitio fue ocupado desde el periodo preclásico, la mayor parte de la arquitectura parece datarse en el clásico tardío. El centro ceremonial, a pesar de un diseño muy sencillo, tiene características que lo hacen distinguirse regionalmente, entre las cuales está la presencia de un grupo en E, que es único en toda la región de Dolores. Ixtutz tiene similitudes estilísticas con Machaquilá en el suroeste del Petén.
Un texto, en una de las Estelas del sitio, menciona la ciudad de Dos Pilas, en la región del lago Petexbatún. Por lo menos uno de los monumentos muestra a un cautivo de guerra.